# Gascones
Gascones település Spanyolországban, Madrid tartományban. Gascones Villavieja del Lozoya, Matabuena, Arcones, Braojos, La Serna del Monte és Buitrago del Lozoya községekkel határos. Lakosainak száma 239 fő (2024).

## Népesség
A település népessége az utóbbi években az alábbiak szerint változott:
| Lakosok száma | 114  | 158  | 148  | 152  | 184  | 179  | 176  | 193  | 212  | 239  |
|               | 2001 | 2004 | 2007 | 2009 | 2012 | 2014 | 2017 | 2019 | 2022 | 2024 |